# Stan Thorseth
Stan Thorseth, kanadski rokometaš, * 26. december 1951, Saskatoon.
Leta 1976 je na poletnih olimpijskih igrah v Montrealu v sestavi kanadske rokometne reprezentance osvojil 11. mesto.